# Plesiops cephalotaenia
Plesiops cephalotaenia es una especie de peces de la familia Plesiopidae en el orden de los Perciformes.

## Morfología
Los machos pueden llegar alcanzar los 6 cm de longitud total.

## Distribución geográfica
Se encuentran en las Islas Ryukyu, Filipinas, Borneo y Nueva Guinea.